# Евсигнеев, Николай Александрович
Николай Александрович Евсигнеев - советский хозяйственный, государственный и политический деятель.

## Биография
Родился в 1917 году в селе Хреновом Воронежской губернии. Член ВКП(б).
С 1938 года - на хозяйственной, общественной и политической работе. В 1938-1978 гг. — лесничий в Пермской области, заместитель политрука пулеметной роты в Дальневосточном крае, директор Херсонского лесхоза, участник Великой Отечественной войны, лесничий, директор Аннинского лесхоза Воронежского областного управления, секретарь Аннинского районного комитета КПСС, председатель Аннинского районного исполнительного комитета, 1-й секретарь Аннинского, 1-й секретарь Семилукского районных комитетов КПСС, секретарь партийного комитета КПСС Новоусманского производственного колхозно-совхозного управления, 1-й секретарь Новоусманского районного комитета КПСС, председатель Воронежского областного исполнительного комитета.
Избирался депутатом Верховного Совета СССР 7-го созыва, Верховного Совета РСФСР 8-го, 9-го созывов.
Умер в Воронеже в 1988 году